# Emphylopteridae
Emphylopteridae – wymarła rodzina owadów z rzędu Cnemidolestodea. W zapisie kopalnym znana jest z pensylwanu w karbonie. Jej skamieniałości znajdowane się na terenie Francji i Chin.
Owady te miały dużą prognatyczną głowę z dużymi oczami złożonymi, mniejsze od głowy i kwadratowe przedplecze oraz krótkie i smukłe odnóża przedniej pary. Ich stopy prawdopodobnie złożone były z trzech członów. Przednie skrzydło cechował brak płata kostalnego i żyłki kostalnej oraz wąska przestrzeń między żyłkami radialnymi. Sektor radialny brał początek w nasadowej ⅓ skrzydła, rozgałęział się za jego środkiem, a na wysokości jego nasady pole kostalne było nie szersze od pola subkostalnego. W użyłkowaniu zaznaczały się także: silna żyłka poprzeczna łącząca żyłkę radialną i sektor radialny, żyłka subkostalna na początku wklęsła, a dalej wypukła, żyłka medialna zaczynająca się rozwidlać przed połową skrzydła oraz przednia żyłka kubitalna zaczynająca się rozgałęziać w nasadowej ćwiartce. Wklęsła tylna żyłka kubitalna kończyła się już w nasadowej ⅓ skrzydła.
Takson ten wprowadzony został w 1922 roku przez Antona Handlirscha. Po rewizji Daniła Aristowa z 2014 należą tu dwa rodzaje:
- †Emphyloptera Pruvost, 1919
- †Gulou Béthoux et al., 2011